# Loriot verdâtre
Oriolus flavocinctus
Espèce
Statut de conservation UICN

 LC  : Préoccupation mineure
Le Loriot verdâtre (Oriolus flavocinctus) est une espèce de passereaux de la famille des Oriolidae.

## Répartition
Il s'agit d'un habitant discret de la végétation tropicale luxuriante dans toute la Nouvelle-Guinée et le nord de l'Australie, y compris la péninsule du cap York, le Top End et le Kimberley.

## Comportement et habitat

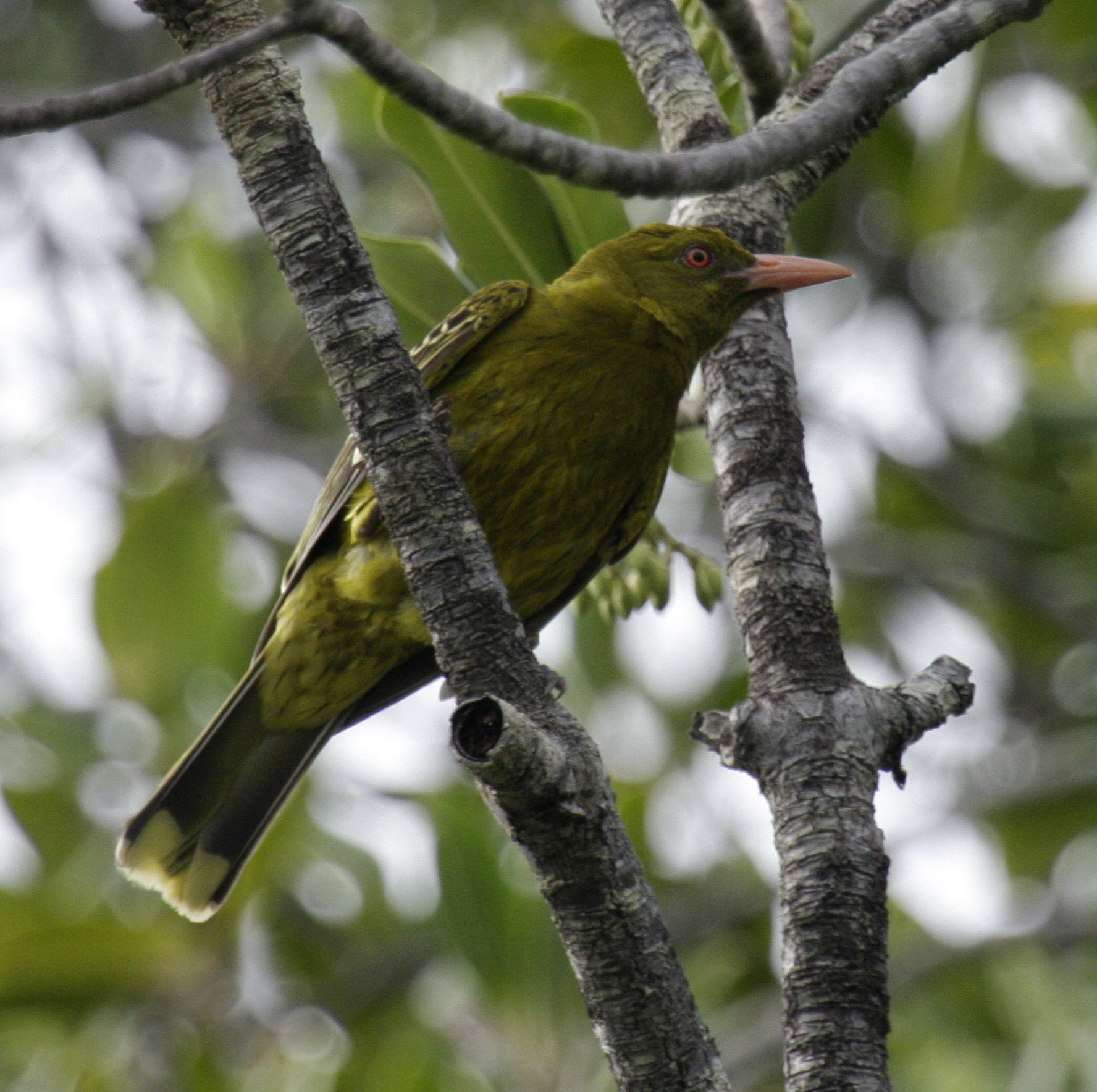
Loriot verdâtre au cap York, en Australie.

Il fourrage lentement et méthodiquement dans les couches moyennes et supérieures des forêts denses, en se nourrissant de fruits pour l'essentiel. Généralement seul ou en couple, il forme parfois de petits groupes en dehors de la période de reproduction. Il est souvent difficile à localiser, car son plumage vert le dissimule dans le feuillage et on peut seulement entendre ses appels musicaux profonds et bouillonnants. Il est néanmoins commun dans un habitat adapté: forêts humides, mangroves, buissons le long des ruisseaux, marécages et jardins luxuriants.

## Nidification
L'accouplement a lieu pendant la saison humide (d'octobre à mars). Il construit un nid en coupe profonde avec des bandes d'écorce et des lianes, tapissé de radicelles, et tendu entre des branches feuillues, généralement de 5 à 15 mètres de hauteur. La femelle y pond généralement 2 œufs.

## Sous-espèces
D'après la classification de référence (version 5.2, 2015) du Congrès ornithologique international, cette espèce est constituée des sous-espèces suivantes (ordre phylogénique) :
- Oriolus flavocinctus migrator Hartert, 1904 ;
- Oriolus flavocinctus muelleri (Bonaparte, 1850) ;
- Oriolus flavocinctus flavocinctus (King, 1826) ;
- Oriolus flavocinctus tiwi Schodde & Mason, 1999 ;
- Oriolus flavocinctus flavotintus Schodde & Mason, 1999 ;
- Oriolus flavocinctus kingi Mathews, 1912.